# Нестача заліза
Нестача заліза або залізодефіцит, означає стан браку заліза в організмі.  Недостатній рівень заліза, часто не має симптомів.  Якщо симптоми дефіциту заліза виникають перед анемією, це називається сидеропенією (від давньогрецького σίδηρος síderos «залізо», πενία penía «бідність, нестача»). В організмі людини міститься від 2 до 4 грамів заліза.  При цьому, приблизно 60 відсотків Fe2+ є складовими гемової групи, що входить у склад гемоглобіну, решта 40 відсотків — з металопротеїнами, такими як феритин, гемосидерин, міоглобін і ферментами.

## Найпоширеніші причини
Найпоширеніші причини дефіциту заліза відрізняються залежно від регіону: у західних індустріально розвинених країнах, це хронічна крововтрата, наприклад, через процеси поглинання, як от злоякісні пухлини чи гіперменорея або хронічні запальні процеси, скажімо остеомієліт, є основною причиною, тоді як у країнах третього світу — бактеріальна (наприклад, туберкульоз), переважають паразитарні хвороби (наприклад малярія) та причини, пов'язані з неправильним харчуванням.
Кровотеча здебільшого виникає в шлунково-кишковому тракті у чоловіків і жінок, часто як кровотеча з пухлин. У молодих жінок надмірна менструація, також може бути причиною залізодефіцитної анемії.  У середньому, жінки втрачають близько 15 мг заліза з кожною менструацією.  Під час вагітності потреба в залізі збільшується майже на 100 %.  Постійні донори крові, також мають підвищену потребу, оскільки приблизно 250 мг заліза втрачається, коли забирається приблизно півлітра крові.  До того ж, нестача заліза, часто виникає через хронічну серцеву недостатність.
Лікування захворювань із частим, регулярним кровопусканням, як от справжня поліцитемія, особливо викликає спад рівня заліза у пацієнтів.  Під час захворювання крові на справжню поліцитемію, утворюється занадто багато клітин крові.  Брак заліза, навмисно викликаний кровопусканням, призводить до бажаного тривалого зниження гематокриту, переважно завдяки зменшенню розміру еритроцитів і виробництва клітин крові.
Достатні запаси заліза, є важливою передумовою для виживання людини, а також власне мікроорганізмів, як от бактерії та паразити.  Організм має різні способи для боротьби з загрозою інфекції, та виробляє цитокіни для підвищення температури тіла, одночасно знижуючи доступність заліза в крові та тканинній рідині, в такий спосіб запобігаючи росту та розмноженню мікроорганізмів.  Отож, дефіцит заліза або анемія під час зараження, не обов'язково є причиною для введення препаратів заліза.
Мікроорганізми, також пристосовуються до поганих умов, створених імунною системою, шляхом вилучення феритину з кровообігу. Наприклад, хламідії можуть витягувати залізо з клітин, гемолітичні стрептококи розщеплюють червонокрівці (еритроцити), а деякі мікроорганізми витягують залізо з важкодоступних зв'язаних запасів.
Було виявлено, що у деяких мишей можуть бути метаболічні захворювання, які знижують або блокують засвоєння заліза.  Чи існує таке порушення метаболізму заліза також у людей, є предметом дослідження станом на 2023 рік.

## Харчування
Загалом 14 % чоловіків і 58 % жінок, наприклад у Німеччині, не досягають рекомендованої добової норми споживання заліза.  Це стосується понад 75 % жінок у віці до 50 років.
Залізо є потенційно критичною поживною речовиною у вегетаріанській та веганській дієтах.  Недавні дослідження показують, що в західних промислово розвинутих країнах, залізодефіцитна анемія не більш поширена серед вегетаріанців і веганів, ніж серед невегетаріанців. Тоді як сироваткове залізо та гемоглобін, майже не відрізняються від невегетаріанців, запаси заліза, виміряні концентрацією сироваткового феритину, зазвичай перебувають в нижньому нормальному діапазоні.  У дорослих, які дотримуються веганської або вегетаріанської кухні, запаси заліза нижчі, ніж у людей, які також їдять м'ясо.  Низькі запаси заліза можуть бути пов'язані з вадами здоров'я, наприклад, під час фази росту, у випадках високої потреби в залізі під час вагітності або при захворюваннях із втратою крові.  Низькі запаси заліза підвищують ризик залізодефіцитної анемії.  Перевагою низьких запасів заліза, є можливе зниження ризику неінфекційних захворювань, як от цукровий діабет 2 типу, ішемічна хвороба серця або загальний ризик раку.

## Симптоми та вторинні захворювання
Типовими вважаються наступні симптоми та вторинні захворювання:
Шкіра та слизова оболонка:
- Блідість

Нігті:
- Ламкість (оніхорексис), утворення борозен, койлоніхія
- Синдром Пламмера-Вінсона
- Тріщини на шкірі (код за МКХ: K13.0)
- Дифузне випадання волосся

Нервова система:
- Втома
- Головний біль
- Відчуття запаморочення
- Складнощі зосередження
- Психологічна нестійкість

Зрідка:
- Пікацизм (код за МКХ: F50.8)

Зрідка:
- Синдром неспокійних ніг

Кров:
- Залізодефіцитна анемія
- Задишка під час фізичного навантаження (зменшені носії O2 у разі явної анемії)

Серце
- Серцева недостатність (дослідження, оприлюднене в журналі New England Journal of Medicine 2009 року, показало, що недужі з дефіцитом заліза та супутньою серцевою недостатністю, мали значне покращення останньої, коли дефіцит заліза був врівноважений, незалежно від того, чи існувала одночасно залізодефіцитна анемія чи ні.[14]
- У новому дослідженні HEART-FID, користь інфузій заліза для хворих з серцевою недостатністю та нестачею заліза, залишається недоведеною.  Незрозуміло, за яких умов можлива така вигода.[15]

## Методи дослідження
Визначення рівня феритину та насичення трансферином крові, має вирішальне значення для відкидання або підтвердження браку заліза.  Протопорфірин цинку в крові, також є корисним показником, але він рідко використовується в більшості європейських країн.  Визначення лише рівня заліза, не підходить для цього, оскільки воно занадто сильно коливається.

## Лікування
Назва джерела вміст харчового заліза в мг на 100 гр речовини:
- Чебрець сушений 123,6
- Кардамон, пряність 100
- М'ята сушена 87,5
- Майоран сушений 82.7
- Щавель сушений 81.7
- Кмин 69
- Кріп сушений 48.77
- Солодка 41.4
- Кориця 38.1
- Кропива сушена 32.2
- Чорний пудинг[17] 29.4
- Петрушка сушена 23,961
- Печінка свиняча 22.1
- Спіруліна сушена 20,0
- Дріжджі пивні сушені 20,0
- Соєве борошно 15,0
- Насіння харчових конопель, неочищене 14,9[18]
- Какао-порошок, сильно знежирений 14,5
- Сироп цукрових буряків 13,0
- Какао-порошок, злегка знежирений 12,5
- Текстурована соя 12.5
- Насіння гарбуза 11.2
- Імбир, порошок 11,5
- Кунжут 10,0
- Свиняча нирка 10,0
- Мак 9.5
- Кедрові горіхи 9.2
- Пшоно 9,0
- Соєві боби 8,6
- Щавель свіжий 8,5
- Насіння льону 8.2
- Кіноа 8.0
- Теляча печінка 7.9
- Щириця 7.6
- Сочевиця 6.9
- Лисички (гриби) 6.5
- Насіння соняшнику 6.3
- Біла квасоля 6.1